# Billete de cien coronas danesas
El billete de 100 coronas danesas es el segundo billete de menor denominación de todos los utilizados de Dinamarca. Tiene unas medidas de 135 x 72 mm.

## Características
El billete se comenzó a emitir el 4 de mayo de 2010. Los colores utilizados en el billete son el naranja y el azul. El billete ofrece una imagen del Viejo Puente del Pequeño Belt, de 1.178 metros de longitud que fue abierto en 1935, uniendo Erritsø en Jutlandia y Middelfart en Fionia, en el anverso y Hindsgavl Dagger, del periodo que data de entre 1900-1700 a. C., y que fue encontrado en el año 1867 en la isla de Fænø en el reverso.  
Entre las medidas de seguridad de los billetes están un hilo de seguridad, un patrón ondulante, un sotisficado holograma que refleja la luz en diferentes colores, una marca de agua y un hilo de seguridad oculto.